# Skierbieszów
Skierbieszów [en polonès, scɛrˈbʲɛʃuf] és un municipi polonès situat a uns 70 km de Lublin a la riba del riu Wolica. El nucli urbà té 1.300 habitants, mentre que el municipi té aproximadament 5.800 habitants (2004) i una àrea de 139,17 km².
Al novembre 1942, els pobladors polonesos van ser forçats a abandonar Skierbieszów per a instal·lar-hi població alemanya. Es va canviar el nom polonès per l'alemany "Heidenstein" ("pedra calenta"), fins a l'alliberament de la regió per les tropes soviètiques el 1944. El 1943 fou el lloc de naixement del 13è president d'Alemanya, Horst Köhler.